# Przygodzice
Przygodzice is een dorp in de Poolse woiwodschap Groot-Polen. De plaats maakt deel uit van de gemeente Przygodzice en telt 3000 inwoners.

## Verkeer en vervoer
- Station Przygodzice